# Alhambra (California)
Alhambra (pronunciata [ælˈhæmbɹə] o [ɑlˈhɑmbɹə]) è una città (incorporata l'11 luglio 1903) localizzata nella regione della valle di San Gabriel nella contea di Los Angeles che si trova a circa otto miglia dalla Downtown di Los Angeles. Al censimento del 2020, la città aveva una popolazione di 82 868 abitanti.